# روبن لی
روبن لی، (به چینی: 李彦宏) (زاده ۱۷ نوامبر ۱۹۶۸) کارآفرین، مخترع، سرمایه‌دار و مدیر ارشد اجرایی چینی است، که در سال ۱۹۹۹ شرکت بایدو را تأسیس نمود. وی در حال حاضر به‌عنوان مدیر عامل اجرایی و رییس هیئت مدیره بایدو فعالیت می‌کند.
روبن لی در سال ۲۰۱۳ با دارایی خالص ۱۵٫۴ میلیارد دلار، از سوی مجله فوربز به‌عنوان سومین فرد ثروتمند چین شناخته شد، همچنین در فهرست ۱۰۰ فرد قدرتمند جهان، رتبه ۶۱ را به خود اختصاص داد. وی هم‌اکنون در رتبه ۹۱ از فهرست ثروتمندترین افراد جهان قرار دارد.